# Episodi di Camera Café (terza stagione)
La terza stagione della sitcom Camera Café è stata trasmessa in prima visione in Italia da Italia 1 dal 27 novembre 2005 al 2 giugno 2006. La prima parte dalla stagione è andata in onda in prima serata dal 27 novembre 2005 al 12 febbraio 2006 per dodici puntate, mentre i restanti episodi sono andati in onda quotidianamente nella fascia preserale dal 20 febbraio al 2 giugno 2006. È formata da 313 episodi.
| n°  | Titolo                                 | Guest star                                       | Trama | Prima visione    |
| --- | -------------------------------------- | ------------------------------------------------ | --- | ---------------- |
| 1   | La macchinetta rubata                  | Dino Abbrescia Massimo Tomassoni Marco Morellini | Vasile e Gustavo rubano la macchinetta dell'azienda e se la portano alla Digitex. | 27 novembre 2005 |
| 2   | Mobili da assemblare                   |                                                  | Luca e Paolo devono assemblare dei mobili per l'ufficio. | 4 dicembre 2005  |
| 3   | Falsa identità                         | Francesca Giovannetti                            | Luca crede di aver messo incinta una ragazza. | 4 dicembre 2005  |
| 4   | Il frullato                            |                                                  | Silvano crede che le ostriche siano afrodisiache. | 4 dicembre 2005  |
| 5   | Carburante alternativo                 |                                                  | Luca e Paolo inventano una nuova benzina. | 4 dicembre 2005  |
| 6   | Colloquio                              |                                                  | Silvano ha l'opportunità di andare a lavorare per un'importante società di contabilità: Paolo cerca di aiutarlo a superare il colloquio. | 4 dicembre 2005  |
| 7   | Questione di sport                     |                                                  | Luca e Paolo vogliono fare colpo su Ilaria e Gaia sfidandole ad una partita a tennis. | 4 dicembre 2005  |
| 8   | Chirurgia estetica                     |                                                  | Luca decide di operarsi chirurgicamente al setto nasale. | 4 dicembre 2005  |
| 9   | Una proposta davvero indecente         | Sax Nicosia                                      | Un cliente chiede a Paolo di passare una notte con lui. | 4 dicembre 2005  |
| 10  | Insopportabile                         | Massimo Ranieri                                  | Luca ed Anselmo hanno un diverbio in area relax. | 4 dicembre 2005  |
| 11  | Il primo giorno di Silvano             |                                                  | Con un salto indietro nel tempo, scopriamo l'arrivo in azienda di Silvano: appena arrivato in azienda Silvano diventa subito la vittima preferita di Luca e Paolo. | 4 dicembre 2005  |
| 12  | Il funerale della mamma del Presidente |                                                  | Tutti i dipendenti partecipano al funerale della madre del Presidente con l'eccezione di Luca e Paolo, che lo disertano con gioia. Quando, però, i due scopriranno da Silvano che i dipendenti che hanno partecipato al funerale avranno la giornata libera, i due fingeranno di essere stati presenti. | 11 dicembre 2005 |
| 13  | Auricolare senza fili                  |                                                  | Il nuovo auricolare di Gaia crea qualche malinteso in azienda. | 11 dicembre 2005 |
| 14  | La terapia                             |                                                  | Luca scarica il suo stress su Silvano, che a sua volta lo scarica su Pippo. | 11 dicembre 2005 |
| 15  | Razzismo e antirazzismo                | Modou Gueye                                      | In azienda arriva un ragazzo di colore. | 11 dicembre 2005 |
| 16  | Lettera anonima                        | Dino Abbrescia                                   | Vasile riceve una lettera anonima piena di insulti, e subito sospetta che i colpevoli siano Luca e Paolo. | 11 dicembre 2005 |
| 17  | Camper Magazine                        |                                                  | Luca rovina la copertina della rivista preferita di Paolo. | 11 dicembre 2005 |
| 18  | Il cilindro                            | Marco Berry                                      | Luca e Paolo trovano un cilindro da mago e una bacchetta in area relax e si divertono con dei giochi di prestigio. | 11 dicembre 2005 |
| 19  | Invito al matrimonio                   |                                                  | Paolo invita chiunque al matrimonio della sorella di Valeria, eccetto Luca. | 11 dicembre 2005 |
| 20  | Lettera al Presidente                  |                                                  | Paolo scrive al presidente dei camperisti. | 11 dicembre 2005 |
| 21  | Il primo giorno di Alex                |                                                  | Con un salto indietro nel tempo, scopriamo l'arrivo in azienda di Alex: dopo una settimana, Alex viene avvistata immediatamente da Luca e diventa l'oggetto del suo desiderio. | 11 dicembre 2005 |
| 22  | La sfida di Paolo e Brad               |                                                  | Paolo e suo figlio Brad scommettono su chi dei due resisterà di più senza fare pipì. | 19 dicembre 2005 |
| 23  | Ricordiamolo così                      |                                                  | Il ragionier Levati viene investito davanti all'ufficio e muore. Essendo solo al mondo, lascia tutti i suoi averi all'azienda e De Marinis costringe alcuni dei dipendenti a collaborare attivamente alla cerimonia funebre. | 19 dicembre 2005 |
| 24  | Sporcizia                              |                                                  | Silvano è sbalordito dalla sporcizia di Paolo. | 19 dicembre 2005 |
| 25  | Crisi di pianto                        |                                                  | Patti non riesce a smettere di piangere. | 19 dicembre 2005 |
| 26  | Il virus                               |                                                  | Olmo diffonde un virus nella rete della Digitex. | 19 dicembre 2005 |
| 27  | Ritorno al futuro                      |                                                  | Luca e Paolo fanno credere a Silvano di essere nel futuro. | 19 dicembre 2005 |
| 28  | Allarme rosso                          |                                                  | Giovanna crede di essere rimasta incinta. | 19 dicembre 2005 |
| 29  | Le nuove penne                         | Massimo Ranieri                                  | Anselmo tenta di convincere Luca a cambiare fornitore di penne. | 19 dicembre 2005 |
| 30  | Il primo giorno di Luca                | Gibba                                            | Con un salto indietro nel tempo, scopriamo l'arrivo in azienda di Luca: mentre è a capo di un sit-in di protesta davanti all'azienda, Luca, studente universitario fuoricorso, viene notato da De Marinis che, intuendone la furbizia e l'opportunismo, decide di assumerlo nel Reparto Acquisti. | 19 dicembre 2005 |
| 31  | Soldatini                              |                                                  | Luca e Paolo si mettono in ridicolo giocando ai soldatini. | 26 dicembre 2005 |
| 32  | Romeo e Giulietta                      |                                                  | Luca e Gaia recitano nei panni di Romeo e Giulietta in una recita aziendale. | 26 dicembre 2005 |
| 33  | Giovanna muta                          |                                                  | In seguito ad un'esplosione di un fornellino a gas, Giovanna perde brevemente l'uso della parola. | 26 dicembre 2005 |
| 34  | Amicizia                               |                                                  | A causa del lavoro di Nadia, Luca e Paolo arrivano sul punto di rompere la loro amicizia. | 26 dicembre 2005 |
| 35  | Il tartufo                             |                                                  | Paolo compra un tartufo da Budello. | 1 gennaio 2006   |
| 36  | Il bicchiere rosso                     |                                                  | Gaia vince un viaggio a Parigi pescando il caffè col bicchiere rosso, e Paolo cerca in tutti i modi di pescare il secondo bicchiere. | 1 gennaio 2006   |
| 37  | La setta segreta                       |                                                  | Paolo crede che Giovanna faccia parte di una setta che adora una dea egizia e che uccide le persone che mentono. | 1 gennaio 2006   |
| 38  | La spiata                              |                                                  | Patti scopre che Alex, Giovanna e Silvano sono andati a fare shopping senza invitarla. Da quel momento, si convince che i colleghi la escludano. | 1 gennaio 2006   |
| 39  | Film festival                          | Veronika Logan                                   | Luca diventa giurato di un festival cinematografico e cerca di resistere alle seduzioni di un'attrice che vuole il premio. | 1 gennaio 2006   |
| 40  | Il primo giorno di Paolo               |                                                  | Con un salto indietro nel tempo, scopriamo l'arrivo in azienda di Paolo: al suo primo giorno di lavoro Paolo si presenta in ufficio vestito come Tony Manero, non riesce a capire bene a quale grado aziendale corrisponda il suo ruolo di Stagista Junior, e non perde occasione per fare il filo ad Ilaria. | 1 gennaio 2006   |
| 41  | Serial killer                          |                                                  | Luca e Silvano organizzano uno scherzo ai danni di Patti. | 1 gennaio 2006   |
| 42  | La festa di Alex                       |                                                  | Patty e Pippo organizzano una festa per Alex ma tutti vogliono imbucarsi. | 1 gennaio 2006   |
| 43  | Il lavoretto                           |                                                  | De Marinis chiede un piccolo favore ad Ilaria. | 1 gennaio 2006   |
| 44  | Il tappo                               |                                                  | Paolo ha dei problemi d'udito. | 8 gennaio 2006   |
| 45  | Il crocifisso                          |                                                  | Luca vuole far rimuovere il crocifisso dall'area relax. | 8 gennaio 2006   |
| 46  | Il miglior venditore                   |                                                  | Paolo viene premiato come miglior venditore. | 8 gennaio 2006   |
| 47  | Infatuazione                           |                                                  | Olmo sospetta che Giovanna abbia una cotta per lui. | 8 gennaio 2006   |
| 48  | Pericolo tattoo                        |                                                  | Paolo e Luca fanno un tatuaggio a Silvano. | 8 gennaio 2006   |
| 49  | Il primo giorno di Andrea              |                                                  | Con un salto indietro nel tempo, scopriamo l'arrivo in azienda di Andrea: passato in azienda per il posto da autista, Andrea viene inizialmente scartato da Luca (incaricato da De Marinis di fare la selezione dei candidati); ma dopo una lite in corridoio in cui Andrea butta al tappeto Paolo, De Marinis si convince ad assumerlo. | 8 gennaio 2006   |
| 50  | L'Alfa rigata                          | Raffaele Fallica                                 | Paolo scopre una riga blu sulla sua Alfa Romeo. | 8 gennaio 2006   |
| 51  | Redenzione                             | Antonio Conte                                    | Il collega Carlo, che ha passato sei mesi in una clinica per disintossicarsi dall'alcol, torna in azienda. | 8 gennaio 2006   |
| 52  | I gemelli francesi                     | Yvan Le Bolloc'h Bruno Solo Gérard Chaillou      | Luca e Paolo incontrano i responsabili della filiale francese dell'azienda. | 15 gennaio 2006  |
| 53  | Amanti impossibili                     |                                                  | Andrea entra in crisi a causa dell'innamoramento di Pietà e Marylin. | 15 gennaio 2006  |
| 54  | Educazione civica                      |                                                  | Wanda è stata borseggiata. Luca e Paolo la aiutano a scoprire chi è stato. | 15 gennaio 2006  |
| 55  | Silvano aggiustatutto                  |                                                  | Silvano "ripara" la macchinetta del caffè. | 15 gennaio 2006  |
| 56  | Festa d'addio                          |                                                  | Vittorio ha deciso di lasciare l'azienda, e Luca si impegna per preparargli una festa d'addio "particolare". | 15 gennaio 2006  |
| 57  | Il primo giorno di Olmo                | Federico Bonoconza Lorenzo De Marinis            | Con un salto indietro nel tempo, scopriamo l'arrivo in azienda di Olmo: presentatosi in azienda per un colloquio per il posto di fattorino, Olmo coglie al volo un'occasione presentatasi improvvisamente e, con uno stratagemma, si presenta a De Marinis per un posto di tecnico informatico. | 15 gennaio 2006  |
| 58  | Lo sconto                              |                                                  | Olmo e Paolo cercano di convincere Luca ad unirsi a loro per comprare dei computer. | 15 gennaio 2006  |
| 59  | A cena dai Bitta                       |                                                  | Paolo invita Luca e Alex a cenare a casa sua. | 15 gennaio 2006  |
| 60  | Il bacio                               |                                                  | Luca e Paolo fanno una scommessa: riuscire a baciare Gaia. | 22 gennaio 2006  |
| 61  | Lo scherzone                           | Antonio Zavatteri                                | Silvano fa uno scherzo a Luca e Paolo per vendicarsi. | 22 gennaio 2006  |
| 62  | Camera antipanico                      | Dario Solini                                     | Olmo rimane chiuso in una camera antipanico. | 22 gennaio 2006  |
| 63  | 20 secondi                             |                                                  | Olmo tenta di vincere una scommessa: entrare in bagno e uscire dall'ascensore, il tutto in 20 secondi. | 22 gennaio 2006  |
| 64  | Regista per un giorno                  |                                                  | Luca realizza un cortometraggio in azienda. | 22 gennaio 2006  |
| 65  | Il primo incontro di Luca e Paolo      |                                                  | Con un salto indietro nel tempo, scopriamo come Luca e Paolo si conobbero per la prima volta in azienda: il suo primo giorno di lavoro Luca incontra per la prima volta il collega Paolo; a differenza di quanto si potrebbe pensare, i rapporti tra i due non saranno subito idilliaci. | 22 gennaio 2006  |
| 66  | Casting                                |                                                  | Paolo iscrive suo figlio ad un concorso per modelli. | 22 gennaio 2006  |
| 67  | Il gran ballo                          | Massimo Ranieri                                  | Anselmo ottiene dal Presidente due biglietti per il "Gran Ballo", e i dipendenti dell'azienda fanno a gara per accompagnarlo. | 22 gennaio 2006  |
| 68  | La figurina                            |                                                  | A Luca manca una sola figurina per finire il suo album dei calciatori. | 29 gennaio 2006  |
| 69  | Corteggiamento fuori luogo             | Dino Abbrescia                                   | Luca e Paolo credono che Vasile stia corteggiando Pippo. | 29 gennaio 2006  |
| 70  | La ex di Luca                          |                                                  | Luca riceve una lettera di una sua ex. | 29 gennaio 2006  |
| 71  | Cenerentola                            | Andrea Carraro                                   | Silvano cerca la "cenerentola" che l'ha corteggiato la sera prima, avendo solo la scarpetta persa da lei come indizio. | 29 gennaio 2006  |
| 72  | Uno scherzo di troppo                  |                                                  | Per vincere la noia dell'ufficio, Luca, Alex ed Olmo organizzano uno scherzo ai danni di Paolo, facendogli credere che è stato appena licenziato. | 29 gennaio 2006  |
| 73  | Il primo giorno di Gaia                |                                                  | Con un salto indietro nel tempo, scopriamo l'arrivo in azienda di Gaia: trasferita in azienda dalla filiale di Roma, Gaia resta subito affascinata dal modo di fare particolare e disincantato di Paolo, prima che Luca le faccia capire che in realtà è soltanto uno stupido. | 29 gennaio 2006  |
| 74  | Casa in prestito                       |                                                  | Alex presta la sua casa a Roberto e va a stare da Luca. | 29 gennaio 2006  |
| 75  | Tecniche di vendita                    |                                                  | Giovanna organizza, ancora una volta, una piccola vendita in ufficio. | 29 gennaio 2006  |
| 76  | L'inedito                              | Natale Ciravolo                                  | Wanda fa leggere a Luca un manoscritto del suo nuovo fidanzato. | 29 gennaio 2006  |
| 77  | L'auricolare                           |                                                  | Luca vuole aiutare Paolo a conquistare Gaia. | 29 gennaio 2006  |
| 78  | Il bambino prodigio                    |                                                  | Olmo scopre che da piccolo Vittorio era il protagonista di un famoso carosello. | 29 gennaio 2006  |
| 79  | Laurea                                 |                                                  | Paolo riceve a sorpresa una laurea. | 5 febbraio 2006  |
| 80  | La ragazza sbagliata                   | Petra Khruz Fabio Vassallo                       | Paolo ha un rapporto con la ragazza di Andrea. | 5 febbraio 2006  |
| 81  | Vergine                                | Fabrizio Pagella                                 | Patti crede che Silvano la tradisca con Giovanna. | 5 febbraio 2006  |
| 82  | I soliti sospetti                      |                                                  | Alex ha perso il suo lettore MP3 e arriva a sospettare dei suoi colleghi. | 5 febbraio 2006  |
| 83  | Menopausa                              |                                                  | In azienda tutti credono che Ilaria sia entrata in menopausa. | 5 febbraio 2006  |
| 84  | Rapitori di auto                       |                                                  | L'Alfa di Paolo è stata rubata. | 5 febbraio 2006  |
| 85  | Il primo giorno di Giovanna            | Marica Coco                                      | Con un salto indietro nel tempo, scopriamo l'arrivo in azienda di Giovanna: la ragazza viene assunta al call center dell'azienda dopo che la precedente stagista se ne è andata alla Digitex, per colpa delle particolari "attenzioni" che De Marinis le riservava. | 5 febbraio 2006  |
| 86  | Patti mamma                            |                                                  | Patti fa il test di gravidanza e risulta incinta. | 5 febbraio 2006  |
| 87  | Esercizi di intelligenza               |                                                  | Paolo è alle prese con un puzzle. | 5 febbraio 2006  |
| 88  | Il banchiere svizzero                  | Arturo Di Tullio                                 | In azienda sta arrivando un potente banchiere svizzero, e De Marinis esige da tutti il massimo della disciplina. | 5 febbraio 2006  |
| 89  | Il cliente di Anselmo                  | Massimo Ranieri Domenico Di Berardino            | La Direzione non vuole far concludere ad Anselmo un contratto da lui portato avanti con un nuovo e sconosciuto cliente francese. | 5 febbraio 2006  |
| 90  | Bevi e vinci                           |                                                  | In azienda è stato inaugurato il gioco "bevi e vinci" e Luca cerca di vincere. | 5 febbraio 2006  |
| 91  | La password                            |                                                  | Paolo ha dimenticato la password del suo computer. | 12 febbraio 2006 |
| 92  | Settimana low cost                     |                                                  | Luca e Alex organizzano le proprie vacanze. | 12 febbraio 2006 |
| 93  | Paolo monopolista                      |                                                  | La fabbrica che produce le gomme della macchina di Paolo sta per chiudere. | 12 febbraio 2006 |
| 94  | La bandana                             |                                                  | In azienda i colleghi vogliono scoprire una volta per tutte perché Giovanna indossa sempre una bandana. | 12 febbraio 2006 |
| 95  | 12 anni                                |                                                  | I dipendenti dell'ufficio sono invitati alla festa organizzata per i 12 anni da direttore di De Marinis. | 12 febbraio 2006 |
| 96  | Il primo giorno di Pippo               |                                                  | Con un salto indietro nel tempo, scopriamo l'arrivo in azienda di Pippo: cacciato da De Marinis dalle selezioni per un posto da fattorino perché gay, Pippo in seguito salva involontariamente la vita al Presidente che, per ringraziarlo, ordina al direttore di assumerlo in azienda. | 12 febbraio 2006 |
| 97  | Auto sostitutiva                       | Marco Ghirlandi                                  | Paolo è costretto a guidare una macchina giapponese. | 12 febbraio 2006 |
| 98  | Nuova assunzione                       |                                                  | Valeria ha fatto domanda per essere assunta in azienda. | 12 febbraio 2006 |
| 99  | La recita                              |                                                  | Luca parla ad Alex della sua recita scolastica sull'arca di Noè. | 19 febbraio 2006 |
| 100 | La petizione                           | Dino Abbrescia                                   | Vasile tenta di convincere Luca e Paolo a firmare una petizione contro i ROM. | 19 febbraio 2006 |
| 101 | Fedi nuziali                           |                                                  | Silvano mostra le fedi di sua madre a Patti, e lei equivoca. | 19 febbraio 2006 |
| 102 | Il furto                               |                                                  | Paolo non trova più la sua auto in azienda e crede siano stati i vigili a requisirla. | 19 febbraio 2006 |
| 103 | Finanza                                | Salvatore Rodia                                  | Un finanziere punta gli occhi su una ragazza dell'ufficio. | 19 febbraio 2006 |
| 104 | Riscaldamento                          |                                                  | Problemi di riscaldamento in azienda. | 19 febbraio 2006 |
| 105 | Il primo giorno di De Marinis          |                                                  | Con un salto indietro nel tempo, scopriamo come De Marinis divenne direttore dell'azienda: Augusto De Marinis è lo zimbello dell'ufficio, sempre preso in giro dai colleghi, fino a quando il direttore decide di vendere l'azienda e di porre agli acquirenti, come unica condizione alla riuscita dell'affare, la nomina di Augusto come nuovo direttore. De Marinis, una volta nominato capo, si prenderà così la sua "vendetta". Alla fine si scopre che l'ex-direttore era in realtà suo padre. | 19 febbraio 2006 |
| 106 | Qualcuno ci osserva                    |                                                  | Olmo scopre che nel sistema informatico dell'azienda qualcuno ha installato un programma che permette di spiare tutte le conversazioni dei dipendenti. | 19 febbraio 2006 |
| 107 | Il paese dei balocchi                  |                                                  | Silvano trova un magazzino pieno di vestiti abbandonati, ed ognuno dei dipendenti fa un salto lì per prendere qualcosa. | 19 febbraio 2006 |
| 108 | Sessuofobia                            |                                                  | Patti racconta a Roberto che Paolo vuole licenziarlo, ma l'informazione si rivela falsa e così Roberto cerca di vendicarsi della segretaria. | 19 febbraio 2006 |
| 109 | Il nuovo portatile                     | Giampiero Bartolini                              | Luca è gelosissimo del suo nuovo computer. | 19 febbraio 2006 |
| 110 | La riga                                |                                                  | Silvano ha fatto una riga all'auto di Andrea. | 20 febbraio 2006 |
| 111 | Il dilemma di Paolo                    |                                                  | Paolo deve prendere un'importante decisione. | 20 febbraio 2006 |
| 112 | Panni sporchi                          |                                                  | Luca chiede a Wanda di lavare per lui la biancheria di Alex. | 20 febbraio 2006 |
| 113 | A. P.                                  | Massimo Ranieri                                  | Luca e Paolo vogliono fare uno scherzo ad Anselmo. | 21 febbraio 2006 |
| 114 | L'avventura di Luca                    | Gabriella Franchini                              | Luca ha una breve avventura con una sconosciuta incontrata nel parcheggio dell'azienda, che poi si rivela essere la madre di Alex. | 21 febbraio 2006 |
| 115 | Emergenza Bitta                        |                                                  | Paolo "prende in prestito" un'ambulanza dall'officina di Pino. | 21 febbraio 2006 |
| 116 | La pistola                             |                                                  | Vittorio lascia la sua pistola incustodita in area relax. | 21 febbraio 2006 |
| 117 | Soprannomi                             |                                                  | Luca non è contento del suo soprannome. | 22 febbraio 2006 |
| 118 | Cimici                                 | Massimo Muntoni                                  | Olmo crede che in azienda ci siano delle microspie nascoste. | 22 febbraio 2006 |
| 119 | Atteggiamento provocante               |                                                  | Luca, Paolo, Alex e Valeria vanno in vacanza insieme, ma le due donne non sono molto felici dei reciproci abbigliamenti. | 22 febbraio 2006 |
| 120 | Il pappagallo                          |                                                  | Paolo porta un pappagallo in azienda. | 23 febbraio 2006 |
| 121 | Esaurimento nervoso                    |                                                  | A Wanda le è stato diagnosticato un esaurimento nervoso. | 23 febbraio 2006 |
| 122 | La parte femminile degli uomini        |                                                  | Pippo cerca di far scoprire a Paolo la sua parte femminile. | 23 febbraio 2006 |
| 123 | Pettegole                              | Marica Coco                                      | Patti spettegola con una dipendente della Digitex. | 23 febbraio 2006 |
| 124 | Prova di coraggio                      |                                                  | Luca e Paolo cercano di disarmare Vittorio. | 24 febbraio 2006 |
| 125 | Cenetta                                |                                                  | Silvano prepara per Patti una romantica cena in area relax. | 24 febbraio 2006 |
| 126 | Il reggiseno                           |                                                  | Luca e Paolo trovano un reggiseno nel bagno dell'area relax e si chiedono di chi è. | 24 febbraio 2006 |
| 127 | Yogurt umanitari                       |                                                  | In azienda si organizza una raccolta di cibo per i bambini poveri. Luca porta un intero bancale di vasetti di yogurt, senza sapere che sono tutti scaduti. | 26 febbraio 2006 |
| 128 | Caramelle                              |                                                  | Luca e Paolo cercano invano di fare uno scherzo molto "sporco" a Silvano. | 26 febbraio 2006 |
| 129 | Un piano pauroso                       |                                                  | Luca e Paolo spaventano a morte Silvano con una misteriosa VHS.[6] | 27 febbraio 2006 |
| 130 | Stanato                                |                                                  | Patti porta in azienda la gatta Marilyn, che però sparisce. | 27 febbraio 2006 |
| 131 | Paolo assente                          |                                                  | Luca e Silvano devono scassinare la cassettiera di Paolo. | 27 febbraio 2006 |
| 132 | Privacy                                |                                                  | Alex rilascia un'intervista molto intima per una rivista femminile e Luca è preoccupato per la sua privacy. | 28 febbraio 2006 |
| 133 | Il premio di Paolo                     |                                                  | Paolo ha ricevuto un premio di 1000 € e a Luca non va bene. | 28 febbraio 2006 |
| 134 | Mozzarella                             |                                                  | Silvano e Patti fanno uno scherzo ad Olmo. | 28 febbraio 2006 |
| 135 | Cuoca per amore                        | Massimo Ranieri                                  | Wanda si innamora di Anselmo. | 1 marzo 2006     |
| 136 | L'onore dei Bitta                      |                                                  | Qualcuno ha parlato male della moglie di Paolo. | 1 marzo 2006     |
| 137 | Chat                                   | Davide Silvestri                                 | Patti conosce un uomo in chat. | 1 marzo 2006     |
| 138 | Vita di coppia                         | Chiara Andreis                                   | Alex diventa gelosa e possessiva nei confronti di Luca. | 2 marzo 2006     |
| 139 | Il primo giorno di Patti               |                                                  | Con un salto indietro nel tempo, scopriamo l'arrivo in azienda di Patti: assunta come segretaria di Ilaria, Patti viene immediatamente presa di mira da Luca e Paolo, che cercano subito di farle fare brutta figura con il suo nuovo capo, ma con Silvano è subito un colpo di fulmine. | 2 marzo 2006     |
| 140 | Dirty Dancing                          |                                                  | Giovanna insegna ai colleghi d'ufficio a ballare. | 2 marzo 2006     |
| 141 | Commissione d'inchiesta                |                                                  | Andrea ha picchiato Silvano. Luca, Paolo e Giovanna cercano una quarta persona che firmi il verbale della commissione d'inchiesta. | 2 marzo 2006     |
| 142 | Tra due fuochi                         |                                                  | Paolo si ritrova in mezzo ad un litigio tra Andrea e Vittorio. | 3 marzo 2006     |
| 143 | Il valzer dell'anello                  |                                                  | Silvano trova un anello di Patti e lei gli dice che è un segno del destino. | 3 marzo 2006     |
| 144 | Negare l'evidenza                      |                                                  | Paolo nega in tutti i modi di aver rubato un assegno a Luca. | 3 marzo 2006     |
| 145 | Né serva né prostituta                 |                                                  | Giovanna vuole convincere i colleghi ad aderire ad un gruppo femminista contro le molestie sessuali. | 6 marzo 2006     |
| 146 | Femme fatale                           | Andrea Carraro                                   | Silvano invita Patti ad uscire e Lorenza le dà dei consigli sull'abbigliamento adeguato. | 6 marzo 2006     |
| 147 | Nuova vita                             |                                                  | Luca e Paolo decidono di rifarsi una nuova vita insieme a Cuba. | 6 marzo 2006     |
| 148 | L'archivio                             |                                                  | Paolo viene ricattato dai suoi figli riguardo all'archivio delle sue amanti. Patti fraintende, e crede di essere prossima al licenziamento e Paolo ne approfitta per farsi comprare da lei la PlayStation per i suoi figli. | 7 marzo 2006     |
| 149 | La colonna portante                    |                                                  | Wanda prova a salire di livello. | 7 marzo 2006     |
| 150 | Finale a sorpresa                      |                                                  | Luca ha perso l'ultimo episodio di una famosa miniserie televisiva e fa di tutto per non farsi rivelare il finale. | 7 marzo 2006     |
| 151 | La mazza da baseball                   |                                                  | Paolo versa della supercolla sulla mazza da baseball di Andrea, e Luca la afferra per sbaglio. | 8 marzo 2006     |
| 152 | Scoperto                               | Cesare Spagnuolo                                 | Paolo sta per ricevere una visita dal marito di una delle sue amanti. | 8 marzo 2006     |
| 153 | Scambio di coppia                      |                                                  | Wanda propone a Patti uno scambio di coppia. | 8 marzo 2006     |
| 154 | Un gioco sporco                        |                                                  | Per fronteggiare l'emergenza dovuta allo sciopero delle donne delle pulizie, De Marinis fa raccogliere la spazzatura ai dipendenti: chi ne raccoglierà di più, vincerà un premio. | 9 marzo 2006     |
| 155 | Wanda zoppa                            | Vanessa Galipoli                                 | Wanda ha un problema alla gamba e non può fare il suo lavoro, perciò viene sostituita da Pippo. | 9 marzo 2006     |
| 156 | Triangolo                              | Marica Coco                                      | Luca, Paolo e Roberto hanno la stessa amante. | 9 marzo 2006     |
| 157 | La cura di Andrea                      |                                                  | I dipendenti devono aiutare Andrea a vincere la propria natura violenta. | 10 marzo 2006    |
| 158 | Competizione femminile                 | Susy Laude                                       | Un'amica londinese di Luca lo va a trovare, Alex si ingelosisce. | 10 marzo 2006    |
| 159 | Dr Jekyll e Miss Wanda                 |                                                  | Wanda diventa improvvisamente intrattabile ed è continuamente isterica. | 13 marzo 2006    |
| 160 | Slurp gnam                             |                                                  | Luca e Paolo litigano sui rumori che fanno con la bocca. | 13 marzo 2006    |
| 161 | Ostaggi                                | Federico Bonaconza                               | Ciccio Riccio torna in azienda e prende tutti in ostaggio. | 13 marzo 2006    |
| 162 | Solitario                              |                                                  | Luca regala un anello di diamanti ad Alex, ma pretende che lei accetti alcune condizioni prima di poterlo indossare. | 13 marzo 2006    |
| 163 | Ispezione fiscale                      |                                                  | Luca ha paura di un'ispezione fiscale a casa sua. | 14 marzo 2006    |
| 164 | La maestra di Andrea                   | Claudia Lawrence                                 | Patti fa reincontrare Andrea e la sua vecchia maestra. | 14 marzo 2006    |
| 165 | Il costume di Gaia                     |                                                  | Gaia resta incastrata in un costume di carnevale. | 14 marzo 2006    |
| 166 | Un giorno di ordinaria normalità       | Valerio Staffelli                                | Un uomo si ritrova, suo malgrado, spettatore delle "abituali" vicende dell'azienda. | 15 marzo 2006    |
| 167 | Video sex                              |                                                  | Olmo scopre un video sexy di Alex insieme ad un dipendente della Digitex. | 15 marzo 2006    |
| 168 | Lotta sindacale                        |                                                  | De Marinis chiede a Luca di aiutare il sindacalista della Digitex a far aumentare i buoni pasto. | 15 marzo 2006    |
| 169 | Contaminazione                         |                                                  | In azienda tutti credono che il nuovo stagista abbia la tubercolosi. | 16 marzo 2006    |
| 170 | Omaggio floreale                       |                                                  | In ufficio vengono recapitati dei fiori per Patti. | 16 marzo 2006    |
| 171 | Gaia se ne va                          |                                                  | Gaia rassegna le sue dimissioni per sposare un ricco e affascinante rampollo. | 16 marzo 2006    |
| 172 | Feeling telefonico                     | Jeva Garkalne                                    | Luca risponde al cellulare di Paolo e si innamora dell'amante dell'amico. | 17 marzo 2006    |
| 173 | Un uomo con la testa                   | Federico Bonaconza                               | De Marinis incarica Luca di licenziare Ciccio Riccio. | 20 marzo 2006    |
| 174 | Status symbol                          |                                                  | Gaia ha acquistato una nuova e costosissima borsa che non vede l'ora di sfoggiare, ma viene preceduta da Ilaria. | 20 marzo 2006    |
| 175 | Alla lettera                           |                                                  | Luca e Paolo escogitano un sistema per non lavorare. | 20 marzo 2006    |
| 176 | Lampada UVA                            |                                                  | Luca trova una lampada a raggi UVA abbandonata in ufficio, e decide di guadagnarci un po' di soldi. | 21 marzo 2006    |
| 177 | Necrologio                             | Simone Gerace                                    | Ilaria scopre che qualcuno ha saputo della sua relazione con Pasquale, un ragazzo che consegna pizze appena deceduto, e teme di essere ricattata. | 21 marzo 2006    |
| 178 | La videocamera                         |                                                  | De Marinis ha fatto installare una videocamera in area relax, ma l'idea gli si ritorce contro. | 21 marzo 2006    |
| 179 | Lo scherzo dell'uovo                   |                                                  | Luca e Paolo mostrano a Silvano lo scherzo dell'uovo sodo. | 22 marzo 2006    |
| 180 | Diciassettesimo piano                  | Massimo Corengia                                 | Un uomo minaccia di buttarsi dalla finestra del bagno dell'azienda. | 22 marzo 2006    |
| 181 | Slot machine                           |                                                  | Luca ed Ilaria vengono presi dalla febbre del gioco. | 22 marzo 2006    |
| 182 | Il volo del calabrone                  |                                                  | C'è un calabrone nell'area relax. | 23 marzo 2006    |
| 183 | Direttore dell'anno                    |                                                  | De Marinis vuole vincere il premio di "direttore dell'anno". | 23 marzo 2006    |
| 184 | Il lato oscuro                         | Dino Abbrescia                                   | Vasile tenta di convincere Roberto a passare alla Digitex. | 23 marzo 2006    |
| 185 | Caffè corretto                         |                                                  | Luca e Paolo correggono il caffè della macchinetta con della grappa. | 24 marzo 2006    |
| 186 | Infuso d'amore                         |                                                  | Gaia suggerisce ad Ilaria un infuso per trovare l'uomo giusto. | 24 marzo 2006    |
| 187 | Farsi furbo                            |                                                  | Luca suggerisce a Silvano di andare a casa perché tra poco inizierà uno sciopero generale. | 24 marzo 2006    |
| 188 | Nuovo arrivo                           |                                                  | In azienda arriva un signore che tutti credono essere un importante consulente aziendale. | 27 marzo 2006    |
| 189 | Gesto gentile                          |                                                  | Rovinescu porta in azienda un pacco recapitato erroneamente alla Digitex. | 27 marzo 2006    |
| 190 | Autodifesa                             |                                                  | Luca e Paolo hanno portato in ufficio degli spray al peperoncino per difendersi da Andrea. | 28 marzo 2006    |
| 191 | Giovanna se ne va                      |                                                  | Giovanna vuole dare le dimissioni. | 28 marzo 2006    |
| 192 | Sondaggio                              |                                                  | Dopo una scommessa con Luca, De Marinis sottopone i dipendenti a un sondaggio per verificare il loro indice di soddisfazione. | 28 marzo 2006    |
| 193 | Il ragazzo di mia nipote               | Carlo Puzo Gerbino                               | Wanda, per via di pregiudizi ageisti, è preoccupata dal compagno che frequenta sua nipote, e chiede vigliaccamente aiuto a Luca e Paolo per interrompere la loro relazione e farli separare nonostante la riluttanza iniziale di questi ultimi due. | 29 marzo 2006    |
| 194 | Il camaleonte                          |                                                  | Il presidente crede di aver perso il suo camaleonte. | 29 marzo 2006    |
| 195 | Cane morto                             |                                                  | Paolo riceve un pacco da Budello, ma vi trova un cagnolino senza vita. | 30 marzo 2006    |
| 196 | Giovanna in divisa                     |                                                  | Ilaria cerca ancora una volta di imporre a Giovanna una divisa per lavorare al centralino. | 30 marzo 2006    |
| 197 | Figlio d'arte                          | Cristian Stelluti                                | Paolo ha a che fare con un cliente non molto simpatico a Luca. | 30 marzo 2006    |
| 198 | Caccia al record                       | Paolo Sesana                                     | I dipendenti dell'azienda tentano di entrare nel Guinness dei primati. | 31 marzo 2006    |
| 199 | Teorema                                |                                                  | Luca e Roberto cercano di conquistare Emma. | 31 marzo 2006    |
| 200 | La colla istantanea                    |                                                  | C'è qualcuno che sabota la macchinetta del caffè e Luca e Paolo sono i primi sospettati da De Marinis. | 3 aprile 2006    |
| 201 | Relazione pericolosa                   |                                                  | Roberto, a una festa in maschera, ha avuto una relazione con la donna sbagliata. | 3 aprile 2006    |
| 202 | Mutande                                |                                                  | Per sbaglio Paolo presta le sue mutande a Gaia scambiandole per un fazzoletto. | 4 aprile 2006    |
| 203 | Parasole                               |                                                  | Luca trova un parasole in allegato al giornale e lo regala a Silvano, ma quando Paolo viene a conoscenza della cosa la prende male. | 4 aprile 2006    |
| 204 | Viva Las Vegas                         |                                                  | Paolo porta in ufficio una roulette "truccata" per truffare i colleghi. | 5 aprile 2006    |
| 205 | Cattiva notizia                        |                                                  | Il fratello di Pippo è morto, ma nessuno in azienda ha il coraggio di dirglielo. | 5 aprile 2006    |
| 206 | Lo zio di Luca                         |                                                  | Luca ha uno zio in fin di vita. | 6 aprile 2006    |
| 207 | Murales                                |                                                  | Silvano si ritrova nei guai per un murale fatto nell'area relax. | 6 aprile 2006    |
| 208 | Agente provocatore                     | Fabio Marchisio                                  | Luca cerca di far licenziare un collega. | 7 aprile 2006    |
| 209 | Nascondino                             |                                                  | Patti e Silvano giocano a nascondino in area relax. | 7 aprile 2006    |
| 210 | Miglior amico                          |                                                  | Paolo crede che Luca non lo consideri il suo migliore amico. | 10 aprile 2006   |
| 211 | Valutazione dirigenti                  |                                                  | Paolo deve compilare uno strano questionario. | 10 aprile 2006   |
| 212 | Testa o croce                          |                                                  | Luca e Paolo fanno testa o croce per decidere chi farà le fotocopie. | 11 aprile 2006   |
| 213 | Giovanna seduttrice                    |                                                  | Giovanna, tradita dal suo compagno, mette in guardia Patti che anche Silvano può tradirla. Per avvalorare la sua teoria, Giovanna prova a sedurre Silvano. | 11 aprile 2006   |
| 214 | Pizzalta                               |                                                  | I dipendenti dell'azienda devono decidere cosa chiedere al direttore in cambio di due ore di straordinario in più alla settimana. | 12 aprile 2006   |
| 215 | Aviaria                                |                                                  | Paolo trova un piccione morto e pensa sia colpa dell'influenza aviaria. | 13 aprile 2006   |
| 216 | Ilaria innamorata                      |                                                  | Ilaria sembra aver finalmente trovato l'uomo della sua vita, ed inizia a parlare ininterrottamente di quello che fanno insieme, annoiando i colleghi. Sarà Giovanna a risolvere la questione. | 13 aprile 2006   |
| 217 | Il clown                               |                                                  | Pippo e Silvano si vestono da clown per uno spettacolo di beneficenza, ma Vittorio non li riconosce. | 14 aprile 2006   |
| 218 | Incastrato                             |                                                  | Paolo combina un pasticcio con delle pratiche e decide, insieme a Luca, di incastrare un collega per dare a lui la colpa di averle perse. | 14 aprile 2006   |
| 219 | Porto d'armi                           |                                                  | Vittorio deve ottenere di nuovo il porto d'armi ma ha paura di non passare l'esame oculistico e chiede aiuto a Silvano. | 18 aprile 2006   |
| 220 | Wanda maga                             |                                                  | Ilaria scopre che Wanda vende amuleti contro il malocchio. | 18 aprile 2006   |
| 221 | Sfida di calcolo                       | Massimo Ranieri                                  | Silvano ed Anselmo si sfidano. | 18 aprile 2006   |
| 222 | Ago e filo                             |                                                  | Pippo e Paolo devono riparare un costosissimo quadro di De Marinis. | 19 aprile 2006   |
| 223 | Il fiore                               |                                                  | Ilaria porta un fiore in ufficio, ma nessuno sembra apprezzarlo. | 19 aprile 2006   |
| 224 | Straordinari                           |                                                  | Luca lotta per opporsi agli straordinari. | 20 aprile 2006   |
| 225 | La manovra di Heimlich                 |                                                  | Silvano rischia di soffocare e ha bisogno della manovra di Heimlich. | 20 aprile 2006   |
| 226 | Il terzo incomodo                      |                                                  | Paolo ottiene un appuntamento con Gaia che però vuole portarsi appresso Silvano. | 21 aprile 2006   |
| 227 | Maltrattamenti                         |                                                  | Giovanna arriva in ufficio con un occhio nero. Patti pensa che l'abbia picchiata il suo ragazzo. | 21 aprile 2006   |
| 228 | Il salvatore                           | Fabio Martinello                                 | Paolo salva la vita ad un presunto sconosciuto e tutti lo considerano un eroe. Tuttavia, una brutta sorpresa lo attende. | 24 aprile 2006   |
| 229 | Serata tra donne                       |                                                  | Un blackout ha bloccato tutte le uscite e Ilaria, Gaia e Giovanna sono costrette a passare la serata assieme. | 24 aprile 2006   |
| 230 | Gita aziendale                         |                                                  | Luca e Paolo sono stati esclusi dalla gita aziendale in montagna, ma Silvano non ha il coraggio di dirglielo. | 25 aprile 2006   |
| 231 | Curiosità malsana                      |                                                  | C'è un incidente a fianco al palazzo dell'azienda e tutti i dipendenti si affacciano alla finestra del bagno per vedere cosa succede. | 25 aprile 2006   |
| 232 | La fornaia                             |                                                  | Paolo convince Luca a flirtare con Sara, una fornaia. | 26 aprile 2006   |
| 233 | Crema miracolosa                       |                                                  | Wanda inizia a vendere delle creme di bellezza. | 26 aprile 2006   |
| 234 | La mamma di Pippo                      | Clelia Piscitello                                | Pippo riceve la visita inaspettata della madre. | 27 aprile 2006   |
| 235 | Fuori di casa                          |                                                  | De Marinis viene cacciato fuori di casa da sua moglie Rossella. | 27 aprile 2006   |
| 236 | Il dipinto di Brad                     |                                                  | Brad rivela un insospettabile talento per la pittura. | 28 aprile 2006   |
| 237 | Microonde                              |                                                  | I dipendenti dell'azienda, stanchi del cibo della mensa, decidono di fare una colletta per acquistare un forno a microonde. | 28 aprile 2006   |
| 238 | Cento euro in prestito                 |                                                  | Silvano cerca di farsi restituire € 100 da Paolo. | 1 maggio 2006    |
| 239 | Anima gemella                          |                                                  | Emma aiuta Patti a trovare un uomo. | 1 maggio 2006    |
| 240 | Il gioco della campana                 |                                                  | Luca e Paolo trovano un gessetto in area relax, e decidono di giocare al gioco della campana. | 2 maggio 2006    |
| 241 | K.O.                                   |                                                  | Paolo mette al tappeto Andrea. | 2 maggio 2006    |
| 242 | Chiacchiere                            |                                                  | Paolo si arrabbia perché crede che Luca abbia svelato un suo segreto a Gaia. | 2 maggio 2006    |
| 243 | Il tizio investito                     | Stefano Saccotelli                               | Paolo investe un uomo e lo porta nell'area relax per curarlo, ma scopre che è il cliente che avrebbe dovuto incontrare. | 3 maggio 2006    |
| 244 | Weekend romantico                      |                                                  | Patti fa di tutto per passare il fine settimana con Silvano. | 3 maggio 2006    |
| 245 | Assenze sospette                       |                                                  | Finalmente è il giorno dell'inventario, ma Luca e Paolo mancano e Patti si insospettisce. | 3 maggio 2006    |
| 246 | La tromba                              |                                                  | Silvano porta una tromba in ufficio. | 4 maggio 2006    |
| 247 | Imbecille                              |                                                  | Emma informa Paolo di quello che Luca dice sul suo conto. | 4 maggio 2006    |
| 248 | Un cane per amico                      |                                                  | Silvano prende un cane. | 4 maggio 2006    |
| 249 | Paolo erudito                          |                                                  | Paolo incomincia ad usare delle parole solitamente difficili per lui. | 5 maggio 2006    |
| 250 | Appuntamento inesistente               |                                                  | Patti crede che Luca le abbia chiesto di passare la notte con lei. | 5 maggio 2006    |
| 251 | Successione al vertice                 |                                                  | Ilaria e Gaia si contendono il ruolo di successore di De Marinis. | 5 maggio 2006    |
| 252 | Recensione negativa                    |                                                  | Paolo spedisce una foto del suo camper alla rivista Camper Magazine per averne una recensione. | 8 maggio 2006    |
| 253 | Tradimento                             |                                                  | Patti crede che Silvano la tradisca con Gaia. | 8 maggio 2006    |
| 254 | Prurito                                | Igor Loddo                                       | Silvano parte per le ferie e si vendica di uno scherzo subìto da Luca e Paolo. | 9 maggio 2006    |
| 255 | Straordinari volontari                 |                                                  | Luca fa di tutto pur di rimanere solo in ufficio con Emma. | 9 maggio 2006    |
| 256 | Schiena arrossata                      |                                                  | Luca ha la schiena scottata. | 10 maggio 2006   |
| 257 | Inseminazione artificiale              |                                                  | Ilaria parte per Parigi per acquistare una costosa borsetta, ma Patti fraintende. | 10 maggio 2006   |
| 258 | Ritorno di fiamma                      |                                                  | Luca è convinto che la sua ex-moglie voglia rimettersi con lui. | 11 maggio 2006   |
| 259 | Patti è bella                          | Massimo Panizzari                                | Patti ha il complesso di essere brutta. | 11 maggio 2006   |
| 260 | L'ammaccatura                          |                                                  | La macchina di Gaia è stata ammaccata, così Paolo cerca di farle avere un buon risarcimento. | 12 maggio 2006   |
| 261 | I 40 anni dei Pooh                     | Pooh                                             | Paolo realizza un videoclip per festeggiare i 40 anni di carriera dei Pooh. | 12 maggio 2006   |
| 262 | Posti a tavola                         |                                                  | I dipendenti devono mettersi d'accordo per la disposizione dei posti a sedere alla tradizionale cena aziendale. | 15 maggio 2006   |
| 263 | L'uomo ideale                          | Federico Bonaconza                               | Ciccio Riccio prova a conquistare Ilaria. | 15 maggio 2006   |
| 264 | I facchini                             |                                                  | Luca e Paolo si travestono da facchini. | 15 maggio 2006   |
| 265 | Il dubbio di Luca                      |                                                  | Luca non sa se scrivere "fasce" con la "i" o senza. | 16 maggio 2006   |
| 266 | Nella spazzatura                       |                                                  | Silvano porta in azienda qualcosa che ha trovato nella spazzatura. | 16 maggio 2006   |
| 267 | Prova di forza                         |                                                  | De Marinis non vuole ammettere di essere invecchiato e decide di dimostrare a Wanda e Ilaria di essere in piena forma. | 16 maggio 2006   |
| 268 | Boxe                                   |                                                  | Andrea ha un incontro di boxe e Luca e Paolo scommettono contro di lui perché credono sia truccato a suo sfavore. | 17 maggio 2006   |
| 269 | Vittorio in amore                      |                                                  | Vittorio è piuttosto negligente nel suo lavoro e confessa che la colpa è l'innamoramento. | 17 maggio 2006   |
| 270 | Buon compleanno Wanda                  |                                                  | È il compleanno di Wanda e i colleghi le fanno un regalo alquanto particolare. | 17 maggio 2006   |
| 271 | Paolo Vs Jonathan                      |                                                  | Paolo trova nella stanza di Jonathan una rivista di macchine tedesche. | 18 maggio 2006   |
| 272 | Patti cieca                            | Claudio Migliavacca                              | Patti si occupa di un cliente ma ha momentaneamente perso la vista a causa delle gocce oftalmiche. | 18 maggio 2006   |
| 273 | La pulce nell'orecchio                 |                                                  | Patti cerca di convincere Emma ad invitarla alla prima di un film. | 18 maggio 2006   |
| 274 | Il collare                             |                                                  | Patti compra un collare per la sua gatta Marylin. | 18 maggio 2006   |
| 275 | Rivista di cinema                      |                                                  | Il presidente incarica Luca di scrivere la recensione di un film in anteprima nazionale. Ma lui e Paolo hanno i biglietti per la finale di coppa, che si terrà proprio la sera della prima. | 19 maggio 2006   |
| 276 | Gratta e guida                         |                                                  | Silvano raccoglie dei biscotti per poter vincere una macchina. | 19 maggio 2006   |
| 277 | L'affiancamento                        |                                                  | Paolo si sente minacciato dalla bravura di Roberto negli affari, così gli dà un cattivo consiglio, che però si rivela utile per lo stagista. | 19 maggio 2006   |
| 278 | Sfida tra ruoli                        |                                                  | Luca e Paolo non riescono a decidere chi dei due ha un ruolo più importante in azienda. | 22 maggio 2006   |
| 279 | L'ultima goccia                        |                                                  | Silvano è molto stressato dal lavoro. | 22 maggio 2006   |
| 280 | La storiella                           | Davide Umiliata                                  | Roberto deve trattare con un cliente molto difficile. | 22 maggio 2006   |
| 281 | Tiro con la fionda                     |                                                  | Paolo è stufo dei piccioni che affollano il palazzo, e porta una fionda in ufficio per fare piazza pulita. | 23 maggio 2006   |
| 282 | Di mano in mano                        |                                                  | Luca chiede ai suoi colleghi d'ufficio dei pareri su un suo film. | 23 maggio 2006   |
| 283 | Proselitismo                           |                                                  | De Marinis cerca di convincere Ilaria ad abbandonare il suo ateismo per entrare a far parte della sua congrega spirituale. | 23 maggio 2006   |
| 284 | Un'Alfa al femminile                   |                                                  | Paolo scopre che il ragazzo di Giovanna le ha regalato un'Alfa Romeo rosa. | 24 maggio 2006   |
| 285 | Come stai?                             |                                                  | Luca è per una volta di buon umore, ma nessuno sembra interessarsi a lui. | 24 maggio 2006   |
| 286 | Il ricatto                             |                                                  | Andrea riceve una lettera anonima. | 24 maggio 2006   |
| 287 | Pippo depresso                         |                                                  | Il compagno di Pippo lo lascia per Giovanna. | 24 maggio 2006   |
| 288 | Imitazioni                             |                                                  | Roberto imita i suoi colleghi d'ufficio. | 25 maggio 2006   |
| 289 | Brutta figura                          |                                                  | Emma organizza una colletta, ma Silvano non ha soldi da dare. | 25 maggio 2006   |
| 290 | La bacheca                             | Federico Bonaconza                               | Luca si oppone alla rimozione della bacheca. | 25 maggio 2006   |
| 291 | Orario flessibile                      |                                                  | Patti scopre la possibilità di utilizzare l'orario flessibile. | 25 maggio 2006   |
| 292 | Serata al cinema                       |                                                  | Luca e Paolo devono mettersi d'accordo su quale film andare a vedere insieme a Valeria e Alex. | 26 maggio 2006   |
| 293 | Segreto intimo                         |                                                  | Silvano crede che Emma abbia un debole per lui. | 26 maggio 2006   |
| 294 | La chiavetta                           |                                                  | Patti scatta delle foto sexy per Silvano. | 26 maggio 2006   |
| 295 | Il bilancio di Vittorio                |                                                  | Vittorio chiede aiuto a Silvano per far quadrare i suoi conti a fine mese. | 26 maggio 2006   |
| 296 | La macedonia                           |                                                  | Luca e Paolo trovano una scodella di macedonia su un tavolino. | 29 maggio 2006   |
| 297 | Telefono rosa                          |                                                  | Wanda offre delle consulenze telefoniche alle donne in difficoltà. | 29 maggio 2006   |
| 298 | Provino inaspettato                    |                                                  | Luca è stato chiamato per il provino di un videoclip, e chiede a Paolo di accompagnarlo. | 29 maggio 2006   |
| 299 | La moneta lituana                      |                                                  | Luca prova a rifilare ai colleghi una moneta lituana che ha scambiato per una moneta da 2 euro. | 29 maggio 2006   |
| 300 | Kamasutra                              |                                                  | Paolo trova un libro del Kāma Sūtra in bagno con una dedica a Valeria, e ne parla con Luca. | 30 maggio 2006   |
| 301 | Il Direttore ha mangiato pesante       |                                                  | De Marinis ha un alito davvero pesante, ma nessuno dei dipendenti ha il coraggio di dirglielo. | 30 maggio 2006   |
| 302 | Regali di rappresentanza               | Alena Šeredová                                   | Luca tratta con una nuova affascinante venditrice. | 30 maggio 2006   |
| 303 | Braccio di ferro                       |                                                  | Silvano scopre il segreto della forza di Andrea. | 30 maggio 2006   |
| 304 | Chi è la più brutta del reame?         | Emanuela Rolla                                   | Alla Digitex arriva una dipendente più brutta di Patti. | 31 maggio 2006   |
| 305 | Colonna sonora                         |                                                  | Luca si sveglia con una colonna sonora in testa, ma non riesce a capire a quale film appartenga. | 31 maggio 2006   |
| 306 | Il documentario di Silvano             |                                                  | Silvano deve girare un documentario sugli insetti. | 31 maggio 2006   |
| 307 | Una notte da ricordare                 |                                                  | Ilaria è convinta di aver passato la notte insieme a Luca. | 31 maggio 2006   |
| 308 | Bonnie e Brad                          | Caroline Sanchez                                 | Brad e la sua fidanzata scappano insieme col camper di Paolo. | 31 maggio 2006   |
| 309 | Botulino                               |                                                  | Paolo prova una crema al botulino per eliminare le rughe. | 1 giugno 2006    |
| 310 | Vertigine                              |                                                  | Gaia ha un problema con la cerniera lampo dietro la schiena e chiede a Silvano di chiuderla, il quale sviene. Patti è gelosa. | 1 giugno 2006    |
| 311 | Essere un mito                         | Hèlène Sanchez                                   | La nipote di Luca va a trovare suo zio in azienda. | 1 giugno 2006    |
| 312 | Problemi di vecchiaia                  |                                                  | I dipendenti sono vittime delle stranezze di Wanda. | 1 giugno 2006    |
| 313 | Regali di Natale                       |                                                  | In azienda i dipendenti si scambiano i regali di Natale fra loro. | 2 giugno 2006    |